# Liste des casques de l'armée française
Depuis le 18e siècle, les casques de combat étaient réservés à certaines catégories de combattants (cavalerie ou troupes coloniales). La Première Guerre mondiale voit son retour dans l'équipement standard de la plupart des combattants. L'armée française a été successivement équipée de plusieurs modèles à partir de 1915.
| Modèle                                     | Entrée en service                 | Versions                                                 | Conflits                                                                               | Retrait du service | Photo |  |
| ------------------------------------------ | --------------------------------- | -------------------------------------------------------- | -------------------------------------------------------------------------------------- | --- | ----- |  |
| Casque Adrian,                             | 1915                              | Modèle 1926                                              | Première Guerre mondiale Seconde Guerre mondiale,                                      | 1970 |       |  |
| Casque colonial modèle 1931                | 1931                              |                                                          | Seconde Guerre mondiale Guerre d'Indochine                                             | |       |  |
| Casque pour troupes motorisées modèle 1935 | 1935                              | Modèle 1936 DCA Modèle 1941 Modèle 1945 « Jeanne d'Arc » | Seconde Guerre mondiale,                                                               | |       |  |
| Casque colonial type Wolseley              | 1940 (par les troupes françaises) |                                                          | Seconde Guerre mondiale                                                                | |       |  |
| Casque Brodie                              | 1940 (par les troupes françaises) |                                                          | Seconde Guerre mondiale,                                                               | |       |  |
| Casque M1                                  | 1942 (par les troupes françaises) |                                                          | Seconde Guerre mondiale Guerre d'Indochine, Guerre d'Algérie                           | |       |  |
| Casque modèle 1951                         | 1951                              | Modele 1956 TAP (parachutistes)                          | Guerre d'Indochine Guerre d'Algérie, Deuxième guerre du Shaba (intervention à Kolwezi) | |       |  |
| Casque modèle 1978 « F1 »                  | 1978                              |                                                          | Opération Épervier Guerre du Golfe                                                     | Toujours en service (entraînement)                                                                                              |       |  |
| Casque Spectra,                            | 1993                              |                                                          | Guerre de Bosnie Guerre du Kosovo                                                      | Toujours en service |       |  |
| Casque TC F NVG V2                         | 2009                              |                                                          | Guerre d'Afghanistan Guerre du Mali                                                    | Toujours en service |       |  |
| Casque TC 3001/3002                        | 2010                              |                                                          | Guerre d'Afghanistan Guerre du Mali                                                    | Toujours en service (forces spéciales)                                                                                          |       |  |
| Casque FELIN                               | 2010                              |                                                          | Guerre d'Afghanistan Guerre du Mali                                                    | Toujours en service |       |  |
| Casque F3                                  | 2020                              |                                                          | Opération Barkhane, Guerre du Mali                                                     | en service depuis 2020 |       |  |
| Casque FAST                                | ?                                 |                                                          |                                                                                        | En service dans les Forces spéciales, Groupement des commandos parachutistes, Groupement de commandos de montagne entre autres. |       |  |